# Ань-ди (Восточная Цзинь)
Цзиньский Ань-ди (кит. трад. 晉安帝), личное имя Сыма Дэцзун (кит. трад. 司馬德宗, пиньинь Sīmǎ Dézōng, 382—419) — четырнадцатый император империи Цзинь; десятый император эпохи Восточная Цзинь.

## Биография
Сыма Дэцзун был старшим сыном императора Сяоу-ди, являлся умственно неполноценным, однако несмотря на это уже в 5-летнем возрасте отец объявил его наследником престола. В 397 году император был убит своей наложницей, и Сыма Дэцзун взошёл на престол; так как реально править страной он был не в состоянии, то регентом при нём стал Куайцзи-ван Сыма Даоцзы — младший брат покойного императора.

### Регентство Сыма Даоцзы
Сыма Даоцзы погряз в пьянстве, и поэтому огромную власть приобрели его доверенные лица — Ван Гобао и Ван Сюй. Ван Гобао и Ван Сюй посчитали, что в руках Ван Гуна (командовавшего войсками в северо-восточных частях империи) и Инь Чжунканя (командовавшего войсками в западных частях империи) сосредоточена слишком большая военная власть, и порекомендовали Сыма Даоцзы срочно уменьшить количество войск, находившихся в подчинении у этих двоих. В ответ Ван Гун и Инь Чжункань подняли свои войска и потребовали казни Ван Гобао и Ван Сюя. Перепуганный Сыма Даоцзы казнил Ван Сюя, а Ван Гобао приказал совершить самоубийство. После этого единственным доверенным лицом Сыма Даоцзы стал его наследник Сыма Юаньсянь, которому он доверил оборону столицы.
В конце 398 года даос Сунь Тай — друг Сыма Юаньсяня — был обвинён в заговоре против двора, и Сыма Даоцзы приказал Сыма Юаньсяню схватить Сунь Тая и казнить. Сунь Энь — племянник Сунь Тая — сбежал на острова Чжоушань, и стал планировать месть.
Летом 399 года Сыма Юаньсянь, воспользовавшись сильным опьянением отца, подписал у императора указ о передаче полномочий от отца себе. Когда Сыма Даоцзы протрезвел, то был в сильном гневе, однако уже не имел реальной власти, хотя и оставался номинальным регентом.

### Регентство Сыма Юаньсяня
Сыма Юаньсянь заполнил органы управления связанными с ним людьми, но это не привело к улучшению обстановки в стране. В конце 399 года Сунь Энь атаковал единственную провинцию, остававшуюся под реальным контролем центрального правительства — Янчжоу (занимала территории современных провинций Чжэцзян и частично Цзянсу), быстро захватил её, и подошёл к столице Цзянькану. Лю Лаочжи сумел выбить Сунь Эня обратно на острова Чжоушань, но провинция Янчжоу оказалась разорена до основания.
В 401 году, опасаясь роста влияния генерала Хуань Сюаня, который контролировал уже две трети цзиньской территории, Сыма Юаньсянь объявил того предателем, и приказал атаковать его. Однако Лю Лаочжи не доверял Сыма Юаньсяню, и когда Хуань Сюань подошёл с армией к столице — обратил оружие против Сыма Юаньсяня. Хуань Сюань взял Цзянькан, казнил Сыма Юаньсяня, изгнал Сыма Даоцзы, и стал контролировать всю империю. Лю Лаочжи попытался восстать, но его покинули его собственные офицеры, и он совершил самоубийство.

### Переворот Хуань Сюаня
Хуань Сюань попытался реформировать центральное правительство, и его шаги с удовлетворением были встречены населением и чиновничеством. В 402 году Сунь Энь совершил самоубийство, и Хуань Сюань предложил сменившему его Лу Сюню мир в обмен на крупную должность в администрации. Однако вскоре Хуань Сюань начал жить в своё удовольствие, распоряжаясь государственной казной как своей собственной.
Осенью 403 года Хуань Сюань принудил императора дать ему титул Чу-вана (楚王), а зимой вынудил издать указ о передаче ему трона. Хуань Сюань провозгласил создание нового государства Чу, а Сыма Дэцзуну дал титул Пингу-вана (平固王).
Весной 404 года генерал Лю Юй поднял восстание против Хуань Сюаня, и через несколько дней подошёл к Цзянькану. Хуань Сюань бежал в Цзянлин, взяв с собой Сыма Дэцзуна и Сыма Дэвэня. Лю Юй провозгласил восстановление империи Цзинь, а летом 404 года подошёл с войсками к Цзянлину. Хуань Сюань был убит, а Ван Канчань и Ван Тэнчжи вновь провозгласили в Цзянлине Сыма Дэцзуна императором. Однако вскоре Хуань Чжэнь — племянник Хуань Сюаня — неожиданно захватил Цзянлин и взял Сыма Дэцзуна в заложники, продолжая, однако, почитать его как императора. Весной 405 года Лю Юй взял Цзянлин, и Хуань Чжэнь бежал. Император был возвращён в столицу Цзянькан, однако вся власть теперь перешла к Лю Юю.

### Регентство Лю Юя
Хотя Лю Юй хотел занять трон сам, он извлёк урок из ошибок Хуань Сюаня, и решил сначала укрепить личную власть, тем более, что пока что он был вынужден опираться на коалицию военных и гражданских чиновников.
Весной 405 года восстали солдаты генерала Мао Цюя. Мао Цюй был убит, а возглавивший бунтовщиков Цяо Цзун захватил Чэнду и провозгласил там государство Западная Шу. Лю Юй тем временем постарался заключить мир с Лу Сюнем (успевшим за время войны против Хуань Сюаня захватить земли на территории современной провинции Гуандун), назначив его губернатором провинции Гуанчжоу (занимала территории современных Гуандуна и Гуанси). В 407 году Лю Юй отправил войска против Западной Шу, но этот поход окончился неудачей.
В 409 году на северные границы Цзинь напала Южная Янь. Лю Юй нанёс контрудар, и весной 410 года захватил столицу Южной Янь, уничтожив это государство. Однако за время его отсутствия на юге восстали Лу Сюнь и Сюй Даофу, и Лю Юй был вынужден срочно вернуться туда; подавление восстания затянулось до 411 года. После этого он вновь обратил своё внимание на внешнюю экспансию, и в 413 году цзиньскими войсками была вновь завоёвана Западная Шу. В 416 году началось крупное наступление на государство Поздняя Цинь, и к весне 417 года это государство также было уничтожено. После этого, вместо того, чтобы продолжать экспансию, Лю Юй решил захватить трон империи и вернулся в Цзянькан.
В 418 году император предложил Лю Юю титул Сун-ван, но Лю Юй публично отклонил его. Лю Юй предпринял несколько попыток убить императора, но Сыма Дэвэнь тщательно опекал своего старшего брата, и несколько попыток отравления провалились. Лишь когда в районе празднования нового года Сыма Дэвэнь заболел, и находился у себя дома, Ван Шаочжи смог проникнуть в императорские покои, и задушить императора.

## Девизы правления
- Лунъань (隆安 Lóngān) 397—401
- Юаньсин (元興 Yuánxīng) 402—404
- Иси (義熙 Yìxī) 405—418